# Gottfried Wilhelm Fink

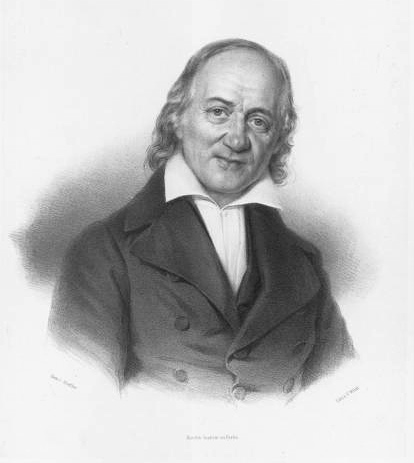
Gottfried Wilhelm Fink (Brustbild von Carl Wildt)

Gottfried Wilhelm Fink (* 8. März 1783 in Sulza (ehemals Stadtsulza); † 27. August 1846 in Leipzig) war ein deutscher Komponist, Musiktheoretiker, evangelischer Geistlicher und Dichter.

## Leben
In den Jahren 1804 bis 1808 studierte er Theologie in Leipzig, wo er sich dem Corps Lusatia anschloss; nebenher erfolgten erste Versuche in der Komposition sowie der Dichtkunst. Die meisten seiner Liedkompositionen sind dieser Zeitperiode zuzuordnen. Von 1811 an hatte er einige Jahre das Amt des Vikars in Leipzig inne, gründete darüber hinaus eine Erziehungsanstalt, deren Vorstand er bis 1829 innehatte. Bereits Anfang des 19. Jahrhunderts arbeitete er an der Allgemeinen musikalischen Zeitung mit. Von 1827 an hatte er den Posten des Chefredakteurs dieser Zeitschrift inne, den er 15 Jahre lang bekleidete.
Seit 1838 war Fink als Dozent an der Universität Leipzig tätig, bis er 1841 Privatdozent der Musikwissenschaft an der dortigen Universität wurde. Im gleichen Jahr wurde er Mitglied der Preußischen Akademie der Künste in Berlin und ein Jahr später wurde er zum Universitätsmusikdirektor berufen.
Gottfried Wilhelm Fink wurde zeitlebens als Musiktheoretiker und Komponist hoch geschätzt. Ihm wurden sowohl im In- wie auch im Ausland zahlreiche Ehrungen und Auszeichnungen zuteil. Im Jahre 1838 verlieh ihm zudem die Philosophische Fakultät der Leipziger Universität die Ehrendoktorwürde.
Sein kompositorisches Schaffen ist vor allem durch Lieder, Gesangssammlungen und Balladen gekennzeichnet. Die Texte zu seinen Liedkompositionen stammen hauptsächlich von ihm selbst. So schuf er anlässlich des 50-jährigen Dienstjubiläums des Organisten, Lehrers und Kirchenmusikdirektors Friedrich Wilke „ein eigens gedichtetes und komponiertes Lied zur Ehre“ des Jubilars.  Darüber hinaus machte er sich einen Namen als Verfasser bedeutender Werke der Musiktheorie und Musikgeschichte.
Am bekanntesten wurde er jedoch als Herausgeber des Musikalischen Hausschatzes der Deutschen (einer Sammlung von etwa 1.000 Liedern und Gesängen) sowie der Deutschen Liedertafel (einer Sammlung von mehrstimmigen Männergesängen).

## Werke

### Kompositionen
- Häusliche Andachten in christlichen mehrstimmigen Liedern
- Romanzen und Balladen
- Volkslieder mit und ohne Klavierbegleitung
- Kindergesangbuch

### Schriften
- Musikalische Grammatik oder theoretisch-praktischer Unterricht in der Tonkunst
- Die Umwelt des Alten Testaments
- System der musikalische Harmonielehre
- Der musikalische Hauslehrer oder theoretisch-praktische Anleitung
- Musikalische Kompositionslehre